# Кюлаору
Кюлаору (ест. Külaoru) — село в Естонії, входить до складу волості Вастселійна, повіту Вирумаа.